# Iancu Jianu (Olt)
Pour les articles homonymes, voir Iancu Jianu.
Iancu Jianu est une commune du județ d'Olt en Roumanie.

## Personnalité
Florin Popescu (1974-), champion olympique de canoë en 2000.